# Беніто
Олабіран Муїва (англ. Olabiran Muyiwa), більш відомий як просто Беніто (англ. Benito, нар. 7 вересня 1998, Абіджан) — нігерійський футболіст, правий вінгер «Акрітас Хлоракас».

## Ігрова кар'єра
Олабіран Муїва народився у Кот-д'Івуарі в родині нігерійців. Там і почав займатись футболом, а тренер місцевої академії дав йому прізвисько «Беніто». Він говорив, що стиль гри молодого футболіста нагадує йому легенду бразильського футболу — Беніто. Крім того, «Блессінг», середнє ім'я футболіста, французькою звучить як «бенітісьйон», і люди в розмовній мові часто скорочують до «бені» або «Беніто». Там молодий гравець потрапив до агента Дмитра Селюка і отримав шанс перебратись до Європи.
Першим професійним клубом для Олабірана став молдавський клуб «Саксан», до якого він приєднався на початку 2017 року. 1 березня у матчі проти «Зімбру» дебютував у чемпіонаті Молдови, у цьому ж матчі забив свій дебютний гол на дорослому рівні. Загалом до кінця сезону молодий нігерієць взяв участь у 10 матчах чемпіонату.
У серпні 2017 року вільним агентом перейшов у узбекистанський клуб «Локомотив» (Ташкент), у складі якого відіграв 5 матчів і забив 1 гол. У складі «Локомотива» став чемпіоном Узбекистану та володарем національного кубка (в кубкових матчах не грав).
У березні 2018 року став гравцем білоруського клубу «Промінь» (Мінськ). 5 квітня в матчі проти «Динамо-Берестя» дебютував у чемпіонаті Білорусі. Всього за «Промінь» зіграв 5 матчів.
В серпні того ж року вільним агентом перейшов в російський клуб «Тамбов», який шукав посилення для боротьби за вихід в РПЛ. 18 серпня в матчі проти «Мордовії» дебютував за новий клуб, а 15 вересня в матчі проти владивостоцького «Променя» забив перший гол за «Тамбов». У матчі проти «СКА-Хабаровськ» (3:2) забив переможний гол. У першому своєму сезоні за «Тамбов» Беніто відіграв 26 матчів у всіх турнірах, забивши в них 2 голи і допоміг клубу зайняти перше місце і вперше в історії вийти до Прем'єр-ліги. Там у матчі 1-го туру РПЛ проти «Зеніту» (1:2), Беніто вийшов на заміну і забив гол, який став історичним першим голом команди у вищому дивізіоні, а пізніше був названий і найкращим голом команди у першій частині сезону.. Загалом у першій половині сезону 2019/20 Беніто став рідше з'являтися на полі, лише 9 разів вийшовши на заміну в матчах чемпіонату та Кубка Росії. У цих іграх він забив один гол, той самий в ворота «Зеніта» і в кінці року покинув команду.
У січні 2020 року підписав контракт на 3,5 роки з «Динамо» (Київ). Однак не закріпився в команді, лише один раз вийшовши на поле в чемпіонаті України. В результаті у серпні 2020 року його віддали в оренду донецькому «Олімпіку». 19 вересня дебютував за «олімпійців» в УПЛ в грі проти «Дніпра-1» (3:1) і віддав відразу дві результативні передачі (на 70-й хвилині матчу рахунок в грі 1:2) і за сезон провів 18 матчів у складі «Олімпіка» в чемпіонаті, в яких забив три голи, а також один матч у кубку країни.
Влітку 2021 року повернувся до «Динамо» і відправився на передсезонний збір, втім на офіційному рівні жодної гри не зіграв і 31 серпня був відданий в оренду в хорватський клуб «Гориця» (Велика Гориця). Там за сезон нігерієць зіграв лише 4 гри чемпіонату і одну гру кубку, після чого влітку 2022 року повернувся до «Динамо» і був заявлений на сезон 2022/23.
З літа 2024 на правах оренди виступає за «Зорю» (Луганськ).
влітку 2025 року перейшов до кіпрського клубу «Акрітас Хлоракас».

## Виступи за збірну
2019 року у складі збірної Нігерії до 23 років взяв участь у молодіжному (U-23) чемпіонаті Африки в Єгипті, на якому зіграв у одній грі, а нігерійці не вийшли з групи.